# Blumennasen-Fledermaus
Die Blumennasen-Fledermaus (Anthops ornatus) ist eine Fledermausart aus der Familie der Rundblattnasen (Hipposideridae).
Namensgebendes Merkmal ist das gefaltete, an eine Blume erinnernde Nasenblatt. Dieses ist orange-gelb gefärbt, während das übrige Fell grau gefärbt ist. Diese Tiere erreichen eine Kopfrumpflänge von rund 47 bis 50 Millimeter, ein Tier wog acht Gramm. Der Schwanz ist verglichen mit anderen Rundblattnasen sehr kurz. 
Blumennasen-Fledermäuse leben auf den Salomonen-Inseln Choiseul, Santa Isabel und Guadalcanal sowie Bougainville. Ihr Lebensraum sind Wälder bis zu 200 Meter Höhe.
Bislang wurden weniger als zehn Exemplare dieser Art gefunden, über die Lebensweise ist dementsprechend kaum etwas bekannt. Vermutlich ernähren sich die Tiere von Insekten.